# João Maria Messi
João Maria Messi (ur. 5 października 1934 w Recanati) – włoski duchowny rzymskokatolicki posługujący w Brazylii, w latach 1999-2011 biskup Barra do Piraí-Volta Redonda.

## Życiorys
Święcenia kapłańskie przyjął 7 kwietnia 1958. 15 czerwca 1988 został prekonizowany biskupem pomocniczym Aracajú ze stolicą tytularną Zucchabar. Sakrę biskupią otrzymał 14 sierpnia 1988. 22 marca 1995 został mianowany biskupem Irecê, a 17 listopada 1999 biskupem Barra do Piraí-Volta Redonda. 8 czerwca 2011 przeszedł na emeryturę.